# Alchornea sicca
Alchornea sicca är en törelväxtart som först beskrevs av Francisco Manuel Blanco, och fick sitt nu gällande namn av Elmer Drew Merrill. Alchornea sicca ingår i släktet Alchornea och familjen törelväxter. Inga underarter finns listade i Catalogue of Life.

## Bildgalleri

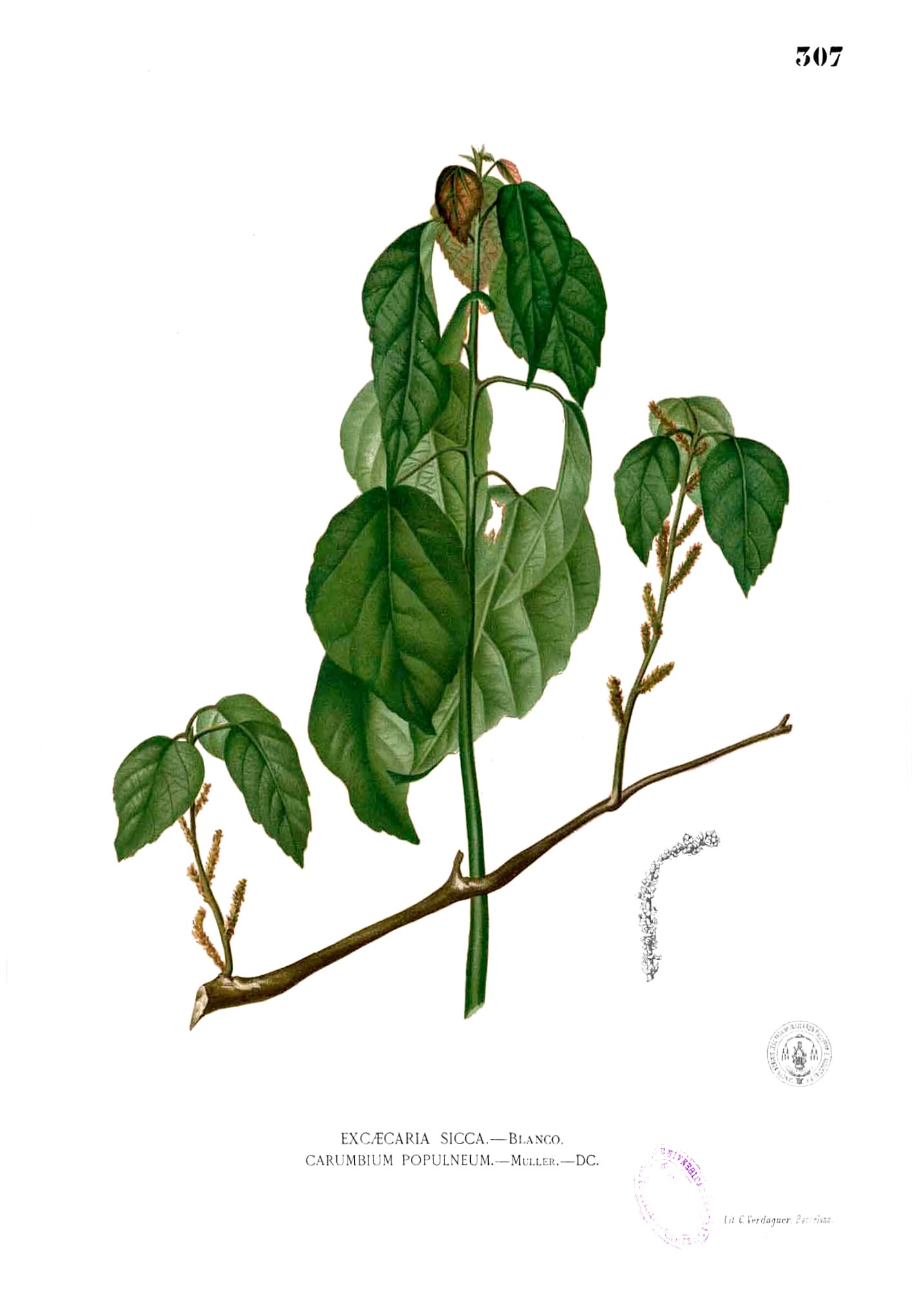